# Svatopluk Čech

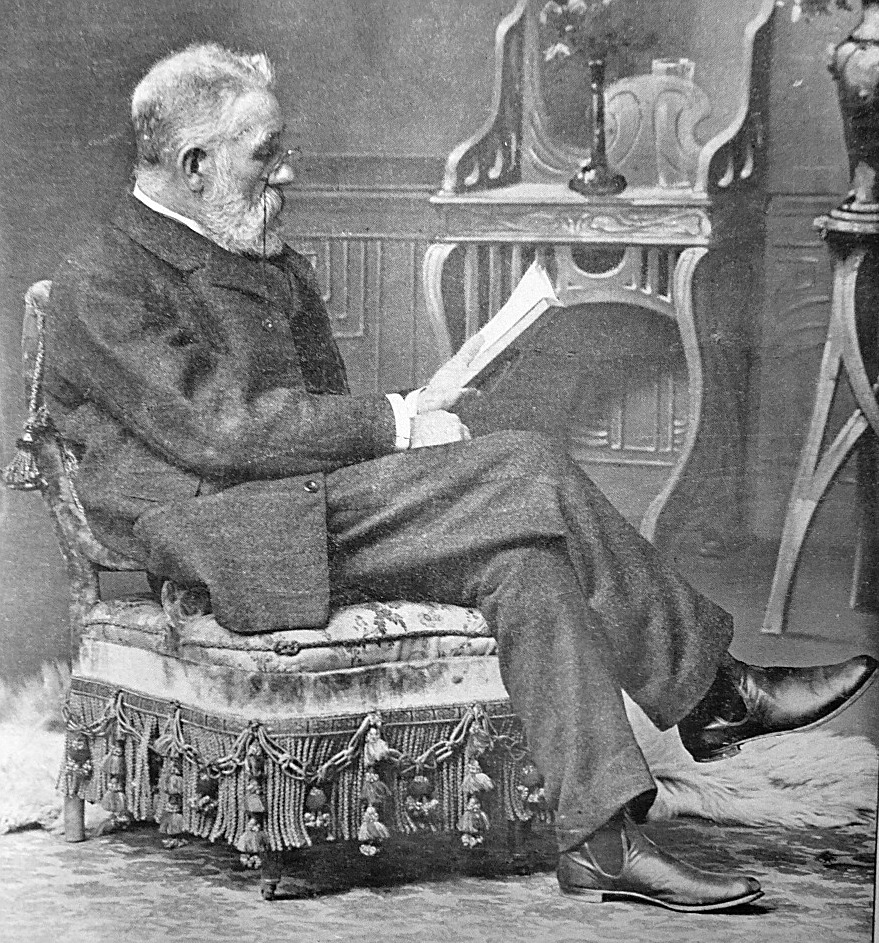
Svatopluk Čech.

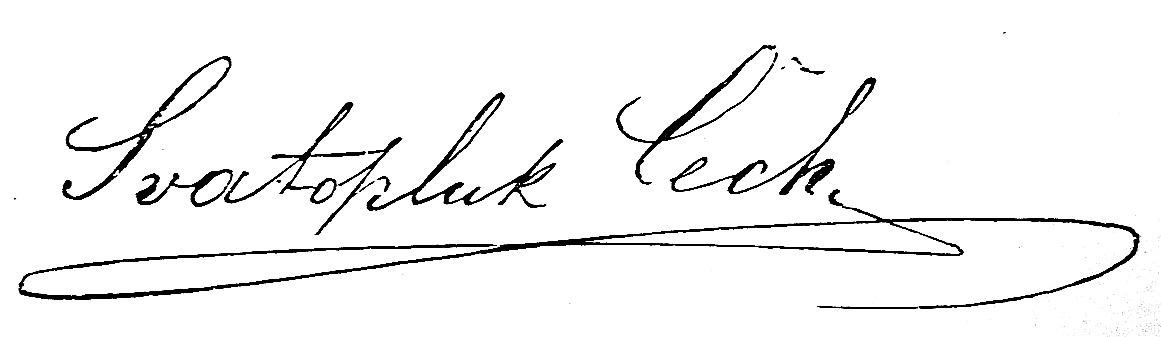
Autografo.

Svatopluk Čech (Ostředek, 21 febbraio 1846 – Praga, 23 febbraio 1908) è stato uno scrittore e poeta ceco.

## Biografia

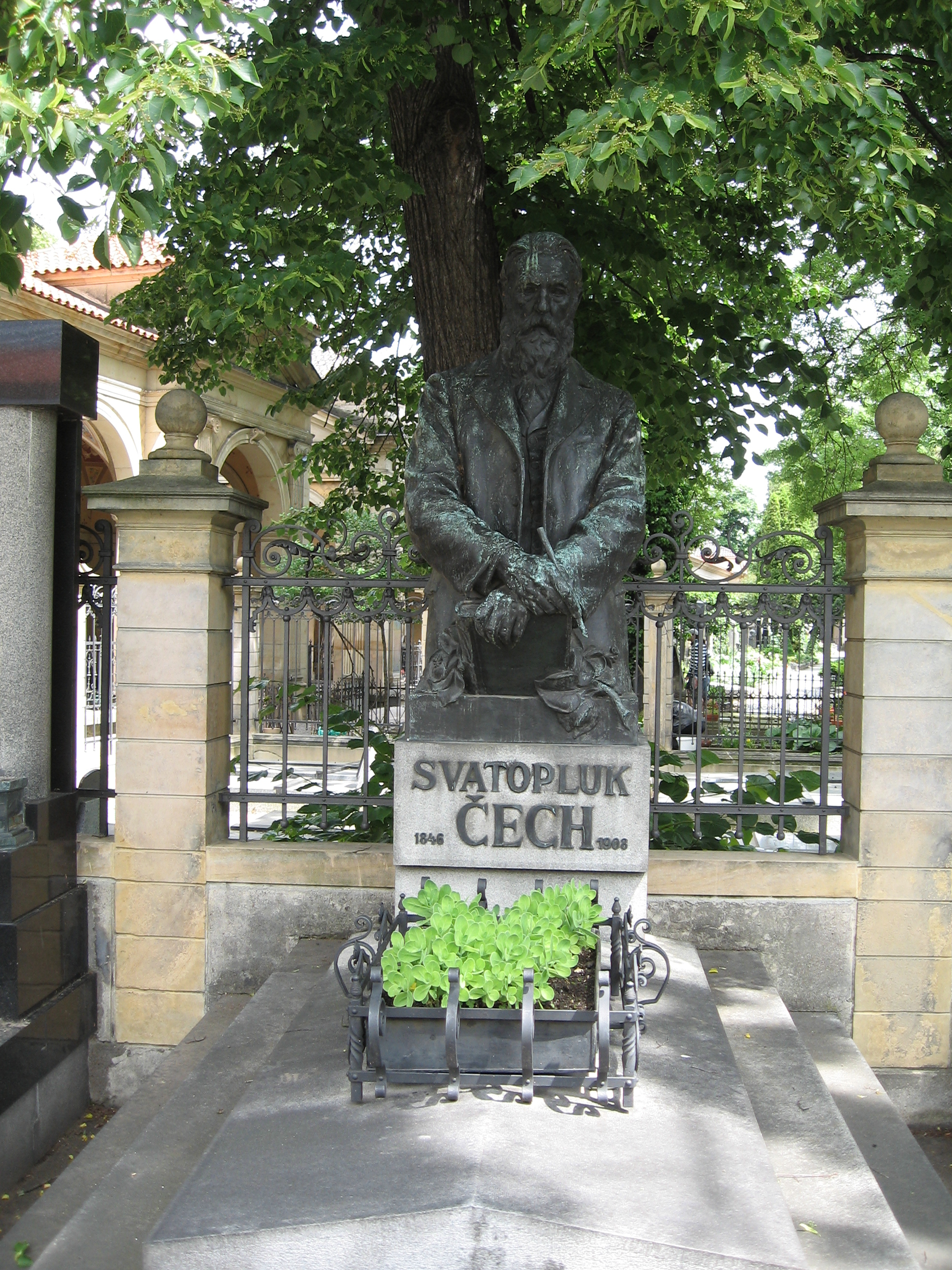
Statua dedicata a Svatopluk Čech

Čech seguì un percorso di formazione culturale studiando dapprima presso il ginnasio praghese, e successivamente legge.
Subito dopo incominciò a fare pratica legale presso un avvocato della sua città, ma in breve tempo decise di occuparsi a tempo pieno alla letteratura.
Durante la dittatura di Bach, Čech assurse al ruolo di leader dell'indipendentismo boemo e anche di promotore di eventi culturali, comprendenti le riviste Květy ("I Fiori"), Lumír e Světozor.
Il suo primo poema, Husita na Baltu, venne pubblicato nell'almanacco Ruch nell'anno 1868. Cinque anni dopo terminò il poema epico Adamité ("Gli Adamiti"), con il quale presentò la sua fede panteista in contrapposizione al rigidismo dogmatico degli Adamiti, esponenti estremisti della corrente hussita.
Dopo la parentesi del romanzo Čerkes ("Il Circasso") del 1875, di argomento sentimentale, con il poema Evropa ("Europa") del (1878), si riavvicinò alle tematiche socio-politiche, criticando le esagerazioni dei comunardi, mentre l'anno seguente Žižka evidenziò il suo accostamento alla narrazione storica del famoso condottiero hussita Jan Žižka.
Se il lavoro Václav z Michalovic (1880) focalizzò la sua attenzione sulle oppressioni religiose, il suo poema Slávie ("Slavia") del (1882), imperniato su slanci slavofili e panslavistici, ripropose la sua amata allegoria della nave, mentre l'opera Dagmar (1884) mostrò nuovamente l'interesse di Čech per la storia, visto che la trama narrò le vicende della figlia di un sovrano boemo.
Nel 1883 Lešetínský kovář ("Il fabbro di Lešetín"), fu dedicato alla tematica della germanizzazione delle terre ceche e dei problemi derivanti dall'industrializzazione.
Dopo un paio di sperimentazioni sul genere fiabesco, l'autore tornò sulle tematiche politiche, con i libri di liriche Jitřní písně ("Canti mattutini") (1887) e Nové písně ("Canti nuovi") (1888), basati sulle riflessioni della rinascita del popolo ceco, seguiti dal ciclo Písně otroka ("Canti dello schiavo") dedicato ai problemi sociali.
Accanto al filone storico, sociale e politico, Čech sviluppò un secondario gruppo di lavori, incentrati sui ricordi di infanzia, sulle osservazioni delle bellezze della natura. Tra questo genere di raccolte si annoverarono: Ve stinu lipy ("All'ombra del tiglio") del 1879 e Modliby k neznaménu ("Preghiere allo sconosciuto") del 1896.
La sua popolarità maggiore la ottenne però con un terzo filone letterario, costituito dal ciclo di novelle satiriche, intitolate Výlety pana Broučka ("Gita del signor Broučka") (1889).
Suoi fratelli minori erano il vescovo vetero-cattolico Miloš Čech e la scrittrice e poetessa Růžena Čechová.
La sua città ha onorato la sua attività, dedicandogli il nome di un ponte.